# اولکساندر اوشکالنکو
اولکساندر اوشکالنکو (انگلیسی: Oleksandr Ushkalenko؛ زادهٔ ۲ اوت ۱۹۶۴) ورزشکار اسکی صحرانوردی اهل اوکراین است. وی همچنین از اسکی‌بازان اسکی صحرانوردی در بازی‌های المپیک زمستانی ۱۹۹۸ بوده‌است.

## زندگی
اوشکالنکو در ۱۹۶۴ زاده شد.